# Лаура и её оригинал
«Лаура и её оригинал» (англ. The Original of Laura) — незавершённый роман Владимира Набокова на английском языке, над которым писатель работал с 1975 до своей смерти в 1977 г.
Английский текст романа (138 библиотечных карточек, которыми пользовался Набоков) опубликован 17 ноября 2009 г. Русский перевод книги, сделанный Г. Барабтарло (ред. А. Бабиков) вышел в издательстве «Азбука» 30 ноября 2009 года.

## История публикации
За восемь месяцев до своей смерти Владимир Набоков писал одному из своих корреспондентов, что книга «The Original of Laura» была «начата им до болезни и завершена „в уме“, но не на бумаге».
Владимир Набоков оставил завещание, в котором распорядился уничтожить рукопись после его смерти. Вдова писателя Вера после кончины Набокова в 1977 году не исполнила последнюю волю мужа и завещала перед собственной смертью в 1991 году сделать это своему сыну.
Сын писателя, оперный певец Дмитрий Набоков, отзывался о незавершённом проекте отца, как о «квинтэссенции творчества» писателя. Он хотел поместить рукопись в каком-нибудь университетском архиве, музее или фонде, чтобы доступ к ней имел лишь ограниченный круг учёных. Однако в своём письме, отправленном в ноябре 2005 года электронной почтой литературному обозревателю газеты The New York Observer Рону Розенбауму (Ron Rosenbaum), он говорил, что возможно уничтожит книгу перед своей смертью. Незадолго до этого немецкий литературный журналист Михаэль Маар (Michael Maar) обнаружил ранее неизвестный рассказ берлинского писателя Хайнца фон Лихберга «Лолита» (1916), название которого, и — отчасти — сюжет совпадали с «Лолитой» Владимира Набокова, хотя никаких доказательств знакомства Набокова с этим произведением представлено не было. Тем не менее, появление этого рассказа Лихберга позволило некоторым критикам обвинить Владимира Набокова в плагиате. В то же время некоторые авторы высказывали гипотезы о том, что Владимир Набоков якобы в детстве подвергался сексуальному насилию, что и послужило толчком к написанию романа «Лолита». Дмитрий Набоков заявил, что подобные спекуляции вынуждают его уничтожить роман «The Original of Laura», чтобы избавить его от аналогичных «надругательств» со стороны критиков.
В 2008 году Дмитрий Набоков неожиданно изменил своё мнение и решил опубликовать «The Original of Laura» вопреки воле отца. После публикации «Лауры» в ряде стран Дмитрий Набоков выставил рукопись романа для продажи на аукционе, однако она не нашла покупателей.
Первые 5000 слов произведения были напечатаны в журнале «Playboy» за неделю до публикации романа, состоявшегося в ноябре 2009 года.

## Сюжет
Поскольку Набоков не успел закончить роман, его сюжет воссоздаётся не без труда. Тучный учёный-невролог, Филипп Вайльд, человек состоятельный и знаменитый, женат на ветреной красавице Флоре Линд, девушке 24 лет, русской по происхождению. В первых главах описываются свидания Флоры с русским любовником, её род и детские годы. Затем рассказывается о её браке с Вайльдом, далее следует дневник Вайльда, в котором он описывает открытый им способ мысленного самоуничтожения и излагает свои ощущения и мысли во время серии опытов по медитативному самоистреблению. Вайльд, кроме того, описывает свою юность и возлюбленную тех лет Аврору Ли. Далее возникает безымянный герой, повествующий от первого лица о своей новой, после трёх лет разлуки, встрече с Флорой на среднеевропейском курорте. К тому времени Флора уже живёт отдельно от Вайльда, хотя всё ещё замужем за ним. В то же время русский любовник Флоры пишет и издаёт роман под названием «Моя Лаура», в котором под именем Лауры изображает Флору. В этом шедевре описывается «потрясающая смерть» Лауры-Флоры. Филипп Вайльд незадолго до своей смерти от инфаркта получает этот роман от художника Равича.

## Издания
- Набоков В. Лаура и её оригинал: Фрагменты романа / Пер. с англ. и послесл. Г. Барабтарло, предисл. Д. Набокова. — СПб.: Азбука-классика, 2010. — 192 с. — 50000 экз. — ISBN 978-5-9985-0657-4

## Отзывы
На данный момент существует малое количество исследований этого романа. В октябре 2010 года появилась статья Павла Балдицына «„Лаура“ Набокова в оригинале и переводе». Статья исследует проблему перевода, приводит много критических замечаний по поводу «вычурности» перевода Г. Барабтарло: «Самое большое огорчение в этой книге — вычурный перевод Геннадия Барабтарло… Упущений и погрешностей в этом переводе очень много. В угоду собственным представлениям о русском языке и содержании текста переводчик нередко настолько искажает оригинал, что русский читатель только диву даётся: неужели Набоков может так ужасно писать?»